# جزایر ویرجین در المپیک تابستانی ۲۰۲۴
کاروان المپیکی جزایر ویرجین ایالات متحده آمریکا، یکی از کاروان‌های شرکت‌کننده در بازی‌های المپیک تابستانی ۲۰۲۴ بود. این دوره از بازی‌ها از ۲۶ ژوئیه تا ۱۱ اوت ۲۰۲۴ (۵ تا ۲۱ امرداد ۱۴۰۳ خورشیدی) به میزبانی پاریس، پایتخت فرانسه برگزار شد. این حضور چهاردهمین تجربه این کاروان در المپیک بود. کاروان جزایر ویرجین در المپیک، پس از نخستین حضور در المپیک ۱۹۶۸، در تمامی دوره‌ها به جز ۱۹۸۰ که بخشی از تحریم المپیک مسکو به رهبری ایالات متحده بودند، شرکت کرده‌اند.

## شرکت‌کنندگان
فهرست زیر به ورزشکاران این کاروان اشاره دارد.
| ورزش              | مردان | زنان | مجموع |
| ----------------- | ----- | ---- | ----- |
| تیراندازی با کمان | ۱     | ۰    | ۱     |
| دو و میدانی       | ۱     | ۰    | ۱     |
| شمشیربازی         | ۱     | ۰    | ۱     |
| شنا               | ۱     | ۱    | ۲     |
| مجموع             | ۴     | ۱    | ۵     |